# Marianne Rokne
Marianne Rokne (Bergen, 9 marzo 1978) è un'ex pallamanista norvegese.
Con la maglia della nazionale norvegese ha vinto l'oro olimpico ai Giochi di Pechino 2008 e di Londra 2012.

## Palmarès

### Nazionale
- Bronzo olimpico: 1

Sydney 2000
- Campionato mondiale

 Oro: Danimarca-Norvegia 1999
 Argento: Italia 2001
- Campionato europeo

 Oro: Svezia 2006